# A sziget (film, 2006)

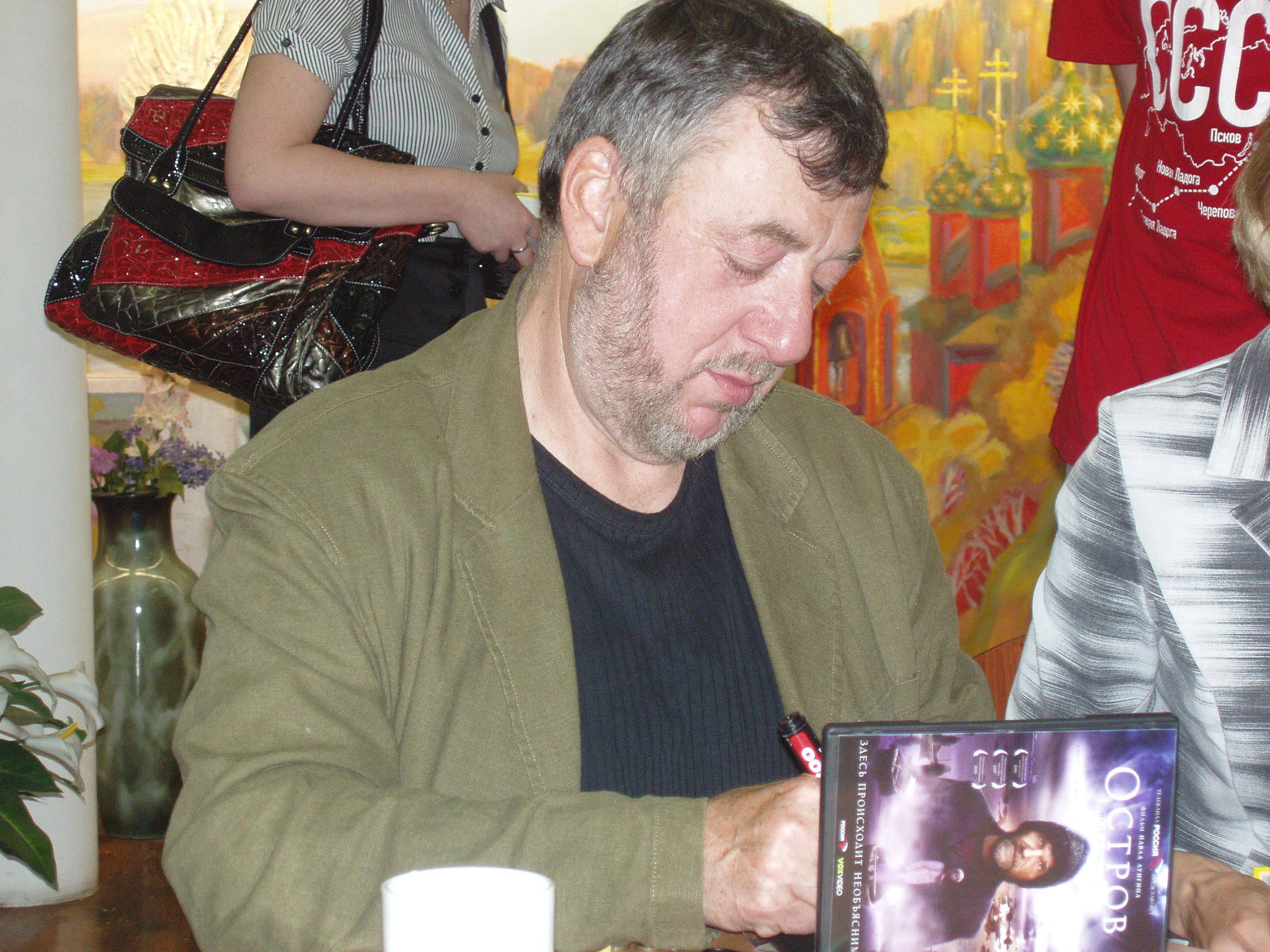
Pavel Lungin

A sziget (oroszul: Остров / Osztrov) Pavel Lungin 2006-ban készült orosz filmdrámája.

## Cselekmény
|  | Alább a cselekmény részletei következnek! |

Anatolij fiatal katonaként nehéz döntésre kényszerül, amikor a nácik fogságába esik: saját élete megmentése érdekében meg kell ölnie parancsnokát. E szörnyű tett után ortodox szerzetesek mentik meg, és adnak neki otthont, Anatolijból pedig szerzetes lesz. A férfi még harminc évvel a szörnyű események után sem képes szabadulni a bűntudattól, pedig közben - különleges képességének hála - híres gyógyító, sokak számára valóságos szent lesz. Egy nap aztán váratlan vendég érkezik a szigetre, ahol Anatolij él.
|  | Itt a vége a cselekmény részletezésének! |